# Mystary EP
Mystary EP – minialbum zespołu Evanescence, promujący debiutancki album pt. Fallen.

## Lista utworów
1. "My Last Breath" – 4:07
2. "My Immortal" – 4:39
3. "Farther Away" – 4:00
4. "Everybody’s Fool" – 3:15
5. "Imaginary" – 4:17